# Dia Nacional de Kenya
El dia de Jamhuri és el dia nacional de Kenya, celebrat cada 12 de desembre, per commemorar que el 12 de desembre de 1964 es va establir la república a Kenya. La independència de Kenya sobre el Regne Unit es va aconseguir un any abans, el 12 de desembre de 1963, i per tant, el dia de Jamhuri és un esdeveniment doble i és la festa més important del país, marcada per les nombroses festivitats culturals que celebren el patrimoni cultural del país. Durant el dia de Jamhuri, el president atorga diverses ordres, condecoracions i medalles de Kenya als kenyans en reconeixement del seu distingit servei al país. Aquest dia s'associa sovint amb Dedan Kimathi, considerat per molts kenyans com l'heroi que va aconseguir la independència de Kenya.